# Açude Fronteiras
O açude Fronteiras, está sendo construído no leito do rio Poti, na região noroeste do Ceará, desde 2009, com o intuíto de monitorar as enchentes.